# 恋の花
「恋の花」（こいのはな）は、安倍なつみの5枚目のシングル。2005年8月31日発売。

## 解説
シングル曲として初めてつんく♂以外のライターが起用された。

## 収録曲
全作詞：BULGE
1. 恋の花 (3:56)
作曲・編曲：BULGE
2. 愛ひとひら (4:04)
作曲・編曲：たいせー
3. 恋の花 (Instrumental) (3:56)

## 参加ミュージシャン
恋の花
- プログラミング&コーラス：BULGE
- ギター&エレクトリックシタール：菊池達也